# Crenotermes olivaris
Crenotermes olivaris är en fjärilsart som beskrevs av George Francis Hampson. Crenotermes olivaris ingår i släktet Crenotermes och familjen nattflyn. Inga underarter finns listade i Catalogue of Life.